# Vuelo 105 de Midwest Express Airlines
El vuelo 105 de Midwest Express Airlines era un vuelo regular de pasajeros de cabotaje desde el Aeropuerto Regional del Condado de Dane, Wisconsin con escala al Aeropuerto Internacional General Mitchell, Milwaukee, hacia el Aeropuerto Internacional Hartsfield-Jackson de Atlanta, Atlanta, Georgia. El 6 de septiembre de 1985, el Douglas DC-9  que operaba el vuelo se estrelló en un campo abierto en Oak Creek, Wisconsin, poco después del despegue del Aeropuerto Internacional General Mitchell, los 31 pasajeros y 2 tripulantes a bordo murieron.

## Aeronave
La aeronave involucrada en el accidente era un Douglas DC-9-14 operado por Midwest Express Airlines con matrícula N100ME, fabricado en 1968. La aeronave había acumulado un total de 31.892 horas de servicio y 48.903 ciclos de despegue y aterrizaje en el momento del accidente.: 5 

## Pasajeros y tripulación
El vuelo 105 aterrizó en el Aeropuerto Internacional General Mitchell, Milwaukee, donde iban a abordar 27 pasajeros y 4 tripulantes a bordo, divididas en 2 azafatas y dos pilotos. La mayoría de los pasajeros eran empresarios.
En lugar de un capitán y un primer oficial, los pilotos del vuelo 105 estaban compuestos por dos capitanes.: 4 
El capitán era Danny Watkin Martin, de 31 años. El capitán Martin fue contratado por Midwest Express Airlines en 1984 como primer oficial. Fue ascendido a capitán en 1985 y había acumulado un total de 4.600 horas de vuelo, incluidas 1.000 horas en el Douglas DC-9 de las cuales 600 horas de vuelo eran como primer oficial en el DC-9 y 500 horas como capitán. Antes de ser empleado de Midwest, fue piloto corporativo de un Beechcraft 90 King Air.
El segundo capitán (aunque hacía el trabajo como primer oficial) era el capitán William Roger Weiss, de 37 años. El capitán Weiss fue empleado por Midwest Express en 1984 y más tarde recibió su autorización de tipo para volar el Douglas DC-9. En ese momento, había acumulado 5197 horas de vuelo en total, incluidas 1640 horas en el DC-9 de las cuales 500 horas eran  como primer oficial del DC-9 y 1140 horas como capitán. El capitán Weiss era un ex empleado de KC Aviation, la empresa matriz de Midwest Express. El capitán Weiss también fue un ex piloto de la Fuerza Aérea de los Estados Unidos, volando un Douglas F-4 Phantom II.
Las dos azafatas eran Sharon Ann Herb, de 24 años, y Amy Marie Bain, de 21 años.

## Accidente
El vuelo 105 despegó a las 15:20 hora local con 27 pasajeros y 4 tripulantes desde la pista 19R del Aeropuerto Internacional General Mitchell, Milwaukee, con rumbo a su destino, el Aeropuerto Internacional Hartsfield-Jackson de Atlanta en Atlanta, Georgia. Unas horas antes de despegar, el Douglas DC-9 había tenido un número de identificación diferente, había volado previamente como el vuelo 206 con la misma tripulación, las dos azafatas y los dos capitanes.
A las 15:21, mientras ascendían, a una altitud de 700 pies (210 m) sobre el suelo, el motor derecho explotó. El vuelo 105 se balanceó varias veces. El capitán Martin escuchó el fuerte estruendo y reaccionó:

Capitán: ¿Qué [censurado] fue eso?"
Segundo capitán: .......
ATC: MIDEX105 giren al rumbo 1-7-5

El controlador del tráfico aéreo ordenó al vuelo 105 que girara hacia el rumbo 175. En ese momento, el personal de la torre de control observaron como un intenso humo y llamas del motor derecho comenzaban a expandirse al resto del fuselaje, y como partes del mismo caían al suelo.
El segundo capitán Weiss declaró una emergencia:

Segundo capitán: Torre, aquí MIDEX105, Mayday, Mayday, un motor explotó, necesitamos aterrizar.

Después de declarar la emergencia, el DC-9 comenzó a ascender con un ángulo de ataque demasiado alto. Debido a este alto ángulo de ataque, la velocidad aerodinámica disminuyó significativamente. Después de que el DC-9 tenía un ángulo de ataque peligrosamente con más de 30 grados nariz arriba, el DC-9 se inclinó hacia la derecha y entró en pérdida:

Alarma: ¡¡WARNING!!, ¡¡BANK ANGLE!!, ¡¡BANK ANGLE!!
Capitán: Ayúdame, se está inclinando... Ayúdame 
Copiloto: ........
Alarma: ¡¡STALL!!, ¡¡STALL!!,  ¡¡STALL!!
Capitán: Ayúdame 

Poco después de sonar la primera alarma, el DC-9 se inclinó y giró abruptamente con un ángulo de 90 grados nariz abajo, con este peligroso ángulo de nariz abajo, el DC-9 entró  en una barrena de pérdida:

Capitán: Ayúdame, estamos cayendo!
Alarma: ¡¡SINK RAKE!!, ¡¡SINK RAKE!!, ¡¡PULL UP!!
Alarma: ¡¡TERRAIN!!, ¡¡TERRAIN!!, PULL UP!!
Copiloto: Que hacemos....?

Sin poder recuperarse de la entrada en pérdida y de la barrena de pérdida, el DC-9 se estrelló en un campo abierto de una reserva natural a solo unos cientos de metros de la pista 19R del Aeropuerto Internacional General Mitchell. El DC-9 quedó completamente destruido por el fuerte impacto y el incendio posteriormente, nadie a bordo sobrevivió.

## Investigación
Al día siguiente del choque, la Junta Nacional de Seguridad en el Transporte (NTSB) llegó al lugar del accidente y comenzó a recopilar datos, horas después los investigadores fueron informados que varias personas habían visto la secuencia de eventos del vuelo 105 hasta su posterior impacto contra el terreno. Un centenar de testigos oculares afirmaron a los investigadores haber visto fuego y humo saliendo del motor derecho poco después de la explosión y que algunas partes del avión se desprendieron y cayeron al suelo mientras el DC-9 seguía ascendiendo. También afirmaron que se escucharon fuertes explosiones continuamente durante el ascenso. Los investigadores comenzaron a crear posibles escenarios sobre lo que podría haber causado que el DC-9 perdiera el control.

### Posible pérdida de control debido a la explosión del motor
Después de los testimonios dados a los investigadores, los investigadores examinaron inmediatamente los fragmentos y restos del motor y afirmaron que la explosión podría haber sido lo suficientemente fuerte como para expulsar fragmentos del motor con la velocidad suficiente para penetrar en el fuselaje del DC-9 y dañar las superficies de control de vuelo, lo que podría explicar porqué el DC-9 se inclinó repentinamente y dio varios giros inmediatamente después de la explosión. Los investigadores compararon los datos con un accidente similar que había sucedido 5 años antes, el Vuelo 007 de LOT Polish Airlines, un Ilyushin Il-62 que se estrelló poco después de que su motor número 2 explotara y dañara el timón de profundidad y el alerón del avión. Inmediatamente después de la explosión, el avión se precipitó a tierra.
Pero los investigadores concluyeron que la explosión del vuelo 105 de Midwest Express fue causada por el desprendimiento de un espaciador de manguito extraíble dentro del motor derecho. El desprendimiento fue causado por la fatiga del metal dentro de los componentes del motor. El examen de los fragmentos del motor y su distribución durante la explosión condujo a la conclusión de que la expulsión de los fragmentos no contribuyó al choque, ya que la velocidad de los fragmentos fue absorbida y disminuída sustancialmente por la cubierta del motor. La NTSB observó que no se pudieron encontrar varias partes del motor; concluyó que, con base en su cálculo y distribución de los fragmentos en el suelo, las partes no identificadas se redujeron a pequeños trozos inofensivos. El motor izquierdo no mostró ningún signo de daño o falla previos al impacto..
La NTSB también indicó que, aunque la explosión causó graves daños en la cubierta del motor, todas las cubiertas estaban en su lugar correspondiente en el motor. Ninguna voló hacia afuera, lo que habría causado una enorme fuerza de arrastre en el DC-9. Esto, a su vez, podría haber afectado la capacidad de control del avión. Pequeñas partes de la cubierta sí volaron hacia afuera, pero la NTSB concluyó que estas partes causaron muy poca fuerza de arrastre..
La NTSB concluyó posteriormente que incluso si algunas partes de la turbina fueran expulsadas y de alguna manera pudieran penetrar el avión, el impacto sería mínimo y ningún control dentro y fuera del avión se vería afectado.

### Error del piloto
Poco después de la explosión, el DC-9 se inclinó hacia la derecha y a la izquierda. En respuesta, el piloto utilizó el timón de dirección para contrarrestar los movimientos erráticos del avión. El análisis de los investigadores concluyó que el avión era fácilmente controlable y que todavía podía controlarse correctamente sin mover el timón de dirección. Además, los pilotos habían realizado erróneamente una maniobra de cabeceo, levantando la nariz del DC-9. 
Los pilotos pudieron haber percibido erróneamente la naturaleza de la emergencia. Como la explosión del motor causó la pérdida velocidad, la velocidad del avión disminuyó, esta rápida desaceleración hizo que los pilotos pensaran que el avión estaba inclinado hacia abajo, lo que puede explicar por qué la tripulación hizo un movimiento de morro hacia arriba, cuando en realidad, no inclinó hacia abajo. Este fenómeno se conoce como ilusión somatográvica. Sin embargo, en lugar de solucionar la situación, el movimiento de morro hacia arriba que hizo la tripulación solo hizo que el avión desacelerara aún más. El piloto pudo haber sufrido desorientación espacial inmediatamente después de la emergencia. 
La NTSB observó que el DC-9 se había inclinado hacia la derecha en un ángulo tan pronunciado que entró en un estado que los investigadores llaman “Entrada en pérdida profunda o acelerada”.

### Negligencia en la cabina
Durante la situación por la explosión, el capitán Martin pidió al primer oficial Weiss que le enviara las lecturas de los instrumentos. Sin embargo, Weiss no respondió a ninguna de sus preguntas ni comentarios. Dado que se había producido una emergencia a bordo del DC-9 y comúnmente el primer oficial ayuda en la emergencia, se suponía que el primer oficial Weiss debería haber respondido y trabajado con Martin para gestionar la emergencia de una forma adecuada. Es posible que el hecho de que Weiss no respondiera a las órdenes, pudo haber confundido aún más al capitán Martin.
Los investigadores afirmaron que Weiss también podría haber estado desorientado por la información que aparecía en sus instrumentos. También afirmaron que la acción de Weiss podría haber estado influenciada por la filosofía de "cabina silenciosa" de Midwest Express Airlines.
Midwest Express esperaba que sus pilotos se mantuvieran a una política no escrita llamada "cabina silenciosa", según la cual los pilotos no harían llamadas innecesarias ni verbalizarían la naturaleza de una emergencia después de los 100 nudos (190 kilómetros por hora) y antes de ascender de 800 pies (240 m). La emergencia a bordo del vuelo 105 ese día comenzó aproximadamente a 700 pies (210 m) sobre el suelo, lo que significa que la regla de la "cabina silenciosa" estaba en servicio en ese momento. Los investigadores afirmaron que los pilotos deberían haber trabajado juntos de inmediato, ya que una emergencia que ocurría a baja altitud era peligrosa. Con la regla de la cabina silenciosa, la capacidad de los pilotos para trabajar en conjunto de manera efectiva se habría visto obstaculizada. Esta regla entraba en conflicto con las regulaciones de la Administración Federal de Aviación (FAA) y, por lo tanto, debería haber sido prohibida por la FAA.
Segundos después de la falla del motor derecho, el capitán Martin aplicó los comandos adecuados al avión para contrarrestar la fuerza de la explosión. Sin embargo, no estaba seguro de la situación del vuelo 105 en ese momento. Debido a esto, solicitó ayuda al primer oficial Weiss. La NTSB, en su informe, afirmó que Martin podría haberle pedido ayuda a Weiss, ya que era mucho más veterano y tenía más experiencia. Es posible que haya pensado que Weiss tenía mucho más conocimiento que él para identificar la naturaleza de la emergencia. Weiss no respondió a ninguno de los comentarios y preguntas del capitán Martin. Basándose en la evidencia de la grabadora de voces de cabina (CVR), los investigadores creen que Weiss realmente escuchó las preguntas y comentarios de Martin, pero los ignoró por alguna razón. No estaba incapacitado, ya que la evidencia de las grabaciones indicaba que se comunicó con la Torre de Milwaukee mientras Martin le preguntaba sobre la información de los instrumentos del avión.
El capitán Martin era el principal responsable de gestionar la emergencia y tomar las medidas correctivas. Sin embargo, la emergencia debería haber sido gestionada por ambos pilotos trabajando juntos como un equipo. Weiss debería haber ayudado al capitán a responder y diagnosticar el problema que había ocurrido a bordo del vuelo 105. La NTSB declaró:

"La redundancia proporcionada por el primer oficial es uno de los principios básicos de la gestión de recursos de la cabina".

La NTSB concluyó entonces que una de las principales causas del accidente del vuelo 105 fue la falta de coordinación de los pilotos, siendo una posible causa su mal entrenamiento en el DC-9 (apenas unos cientos de horas en ese avión).

### Negligencia de Supervisión de la Administración Federal de Aviación (FAA)
La falta de experiencia de un Inspector Principal de Operaciones (POI) de la FAA puede haber hecho que la filosofía de la cabina silenciosa fuera aprobada por la FAA sin un examen adecuado. La filosofía era contraria a la práctica aprobada por la FAA. Si hubiera tenido más experiencia, podría haber reconocido que el concepto tenía fallas y que la aerolínea ya estaba enseñándolo a sus empleados.
La NTSB consideró que la agente de policía que trabajaba con Midwest Express no cumplió con sus funciones a un nivel adecuado. Según el informe final:

"La NTSB cree que la supervisión de la FAA de los procedimientos y la capacitación de Midwest Express durante la certificación y la actividad diaria continua en los primeros 2 años de funcionamiento de la aerolínea no fue óptima y probablemente se vio afectada como resultado directo de la inexperiencia del POI. El POI testificó que dedicaba solo el 20% de su tiempo de trabajo a Midwest Express, su única aerolínea de pasajeros programada por la FAR 121, y que todavía estaba obligado a cumplir con las reglas de aviación general de rutina. La junta señaló que el POI no tenía experiencia previa en aerolíneas por FAR 121, que no estaba habilitado para operar un turborreactor de la categoría y clase utilizadas por la aerolínea y que no había recibido capacitación formal en el avión DC-9 utilizado por el titular del certificado del que era responsable. De hecho, no tenía experiencia como piloto de turborreactor. El POI tampoco tenía disponibles para consulta o asistencia inspectores de aerolíneas asignados a otras oficinas para cumplir con sus responsabilidades. Aparentemente, se había vuelto tan dependiente de otros inspectores en la vigilancia de Midwest Express que su propio papel se redujo principalmente a asuntos administrativos. La falta de conocimiento de primera mano de Midwest y su falta de experiencia en operaciones de aeronaves turborreactores perjudicaron gravemente su capacidad para realizar la vigilancia de calidad necesaria para detectar deficiencias en las operaciones de aviones FAR 121. La NTSB considera que el nivel de experiencia del POI no era adecuado para su función como POI de una aerolínea que operaba equipos turborreactores. Incluso testificó que no se sentía totalmente cómodo con el acuerdo."

## Causa
Finalmente, los investigadores de la Junta Nacional de Seguridad en el Transporte (NTSB) publicaron su informe final:

El equipo responsable de la investigación de la Junta Nacional de Seguridad del Transporte (NTSB), concluyó que, El incendio que vieron varios testigos se produjo debido a una falla en el motor derecho, donde uno de sus espaciadores de manguito extraíble se desprendió. El espaciador de manguito extraíble sufrió una fragmentación por fatiga del metal que provocó la explosión del motor. A pesar de que el avión sufrió una falla en el motor, todavía era controlable y que, en cambio, la respuesta por parte de los pilotos a la emergencia fue ineficiente, por lo tanto fue un factor contribuyente y causa principal del accidente. Los pilotos no lograron controlar adecuadamente el avión durante la emergencia. La falta de coordinación por parte de los pilotos también contribuyó al accidente.

— Junta Nacional de Seguridad en el Transporte (NTSB)

## Dramatización
Este accidente fue presentado en el séptimo episodio de la vigesimoquinta temporada del programa de televisión canadiense Mayday: catástrofes aéreas, titulado "Ascenso mortal", transmitido en National Geographic.